# Martine Ivangine
Martine Ivangine (* 12. Dezember 1947 in Saint-Gervais) ist eine ehemalige französische Eisschnellläuferin.
Ivangine wurde zweimal französische Juniorenmeisterin (1965, 1966) und  viermal französische Meisterin im Mini-Mehrkampf (1965–1968). International trat sie erstmals bei der Mehrkampfweltmeisterschaft 1966 in Trondheim in Erscheinung, wo sie den 26. Platz im Mini-Mehrkampf errang. Im folgenden Jahr kam sie bei der Mehrkampfweltmeisterschaft in Deventer auf den 16. Platz im Mini-Mehrkampf. In ihrer letzten Saison als aktive Eisschnellläuferin 1967/68 belegte sie bei der Mehrkampfweltmeisterschaft 1968 in Helsinki den 12. Platz im Mini-Mehrkampf und bei den Olympischen Winterspielen 1968 in Grenoble den 22. Platz über 500 m, den 17. Rang über 1000 m, den 15. Platz über 3000 m sowie den 14. Platz über 1500 m.

## Persönliche Bestzeiten
| Disziplin | Zeit       | Datum            | Ort      |
| --------- | ---------- | ---------------- | -------- |
| 500 m     | 47,2 s     | 6. November 1967 | Inzell   |
| 1000 m    | 1:36,0 min | 22. Januar 1967  | Grenoble |
| 1500 m    | 2:28,3 min | 20. Januar 1968  | Grenoble |
| 3000 m    | 5:14,8 min | 11. Februar 1967 | Grenoble |